# Марин Стайков
Марин Атанасов Стайков (Йонко) е български партизанин, впоследствие генерал-лейтенант от българската народна армия.

## Биография
Роден е през 1925 г. в семейството на Атанас Стайков, адвокат, съратник на Димитър Благоев. Брат му Тодор Стайков загива като част от комунистическата съпротива през Втората световна война. Първоначално служи като връзка между централното ръководство и партизански отряд „Никола Парапунов“. През 1943 г. става партизанин в отряда. През 1948 г. сключва брак с Елена Лагадинова, също партизанка в отряда. Завършва Бронетанковата академия в Москва. Бил е съветник на Тодор Живков. В началото на 80-те години е секретар на Партийно-правителствената комисия по военна промишленост. Освободен е от позицията през септември 1983 г. и назначен за генерален директор на ДСО „Електрон“.
Награждаван е с орден „Народна република България“ – I ст. (6 август 1975) и орден „Георги Димитров“ (1985) Умира през 2000 г.